# Amministrazione federale (Svizzera)
L'amministrazione federale, in Svizzera, è l'insieme di tutte le strutture amministrative che permettono di attuare la politica federale. Nel 2006, essa occupava 36.500 funzionari federali, fatto che la rendeva il terzo datore di lavoro del paese dopo la Migros (59.934 impieghi a tempo pieno) e la Coop (37.370).
È formata dalla Cancelleria federale e dai dipartimenti federali.